# Кавказка тънкорунна овца
Кавказка тънкорунна овца е руска порода овце с предназначение добив на вълна и месо.

## Разпространение
Породата е разпространена в стопанства в Южна Русия в района на Кавказ. В България е внесена през 1952 г. във връзка с използването на породата при възпроизводително кръстосване с цел подобряване на вълнодайните качества на местните овце и създаването на български тънкорунни породи. Днес най-голямото стадо кавказки овце в България се отглежда в държавно стопанство Кабиюк край Шумен.
Към 2008 г. броят на представителите на породата в България е бил 1060 индивида.
Рисков статус (за България) – уязвима.

## Създаване
Породата е призната през 1936 година. Създадена е в Ставрополския край на бившия СССР чрез сложно възпроизводително кръстосване на руски мериносови овце с кочове от породата Американско рамбуйе.

## Описание
Овцете са средно едри с добър екстериор и здрава конституция. Кочовете са с добре развити рога. Главата е с прав профил и обрасла с вълна. Тялото е бъчвообразно и дълго. Краката са здрави и обрасли с вълна до коленете. По шията се образуват две или три пръстеновидни гънки. Руното е затворено. Тялото е компактно, костите са здрави. Вълната е гъста и дълга. Сереят е с бял или светлокремав цвят.
Овцете са с тегло 55 – 60 kg, а кочовете 100 kg. Средният настриг на вълна е 6,5 – 8,5 kg при овцете и 15 – 16 kg при кочовете. Плодовитостта е в рамките на 130 – 140%. Средната млечност за лактационен период е 73 – 86 l.